# Gilberto de Nucci
Gilberto de Nucci (Campinas, SP, 18 de março de 1958) é um médico, cientista e professor universitário brasileiro, no campo da farmacologia.
Membro da Academia Nacional de Medicina, da Academia Brasileira de Ciências e da Academia Brasileira de Farmácia, é um dos cientistas biomédicos mais citados do mundo, de acordo com o Institute for Scientific Information. Está entre os 60 primeiros brasileiros em número de invenções e patentes no Brasil, com 28 requisições. Sua produção científica inclui mais de 340 artigos publicados em periódicos internacionais referendados por cientistas-pares.[carece de fontes?]

## Biografia
Seu pai era médico em Campinas. Gilberto foi estudar medicina na Faculdade de Medicina de Ribeirão Preto, onde se graduou em 1981. Lá também realizou seus primeiros estudos científicos, no departamento de Farmacologia, sob orientação do professor Sérgio Ferreira.
Logo após a graduação, mudou-se para  a Inglaterra. Em Londres, trabalhou de 1982 a 1985 com John R. Vane (Prêmio Nobel de Fisiologia ou Medicina de 1982), nos laboratórios da Wellcome Research. Sua tese de doutorado (PhD) foi realizada no Royal College of Surgeons,  Universidade de Londres, em 1986, com o Prof. Salvador Moncada. De 1986 a 1988, foi cientista-sênior na Faculdade de Medicina do Hospital de Saint Bartholomew,  William Harvey Research Institute.
De volta ao Brasil em 1988, ingressou como professor livre-docente no Departamento de Farmacologia da Faculdade de Ciências Médicas da UNICAMP. Lá, foi promovido a professor adjunto em 1996. Em 2001, tornou-se professor titular do Departamento de Farmacologia do Instituto de Ciências Biomédicas da USP e, posteriormente, também professor-titular de Farmacologia da fCM-unicamp.  É também professor e pesquisador em grande número de universidades estrangeiras, a maioria delas na Europa. 
Gilberto De Nucci fundou a Cartesius Analytical Unit, uma empresa proeminente na aprovação qualitativa de novos produtos comerciais farmacêuticos conhecidos como "genéricos", através de ensaios de bioequivalência. Ele também fundou a Galeno Research Centre, que conduz estudos clínicos, além de estudos de bioequivalência. Ambos os centros realizam trabalho pioneiro no Brasil[carece de fontes?].